# Belisana gedeh
Belisana gedeh là một loài nhện trong họ Pholcidae. Loài này có ở Java.